# اندیس مرمریت ۳۳۷۰
مرمریت ۳۳۷۰ یک اندیس مصالح ساختمانی است که در  استان فارس قرار دارد و مادهٔ معدنی موجود در آن، مرمریت است.سنگ میزبان این اندیس سنگ اهک است و دیرینگی آن به دوران کرتاسه و پالئوسن می‌رسد. در این اندیس، پاراژنز‌های SiO۲,Fe۲O۳ یافت می‌شوند.